# Risotto alla milanese

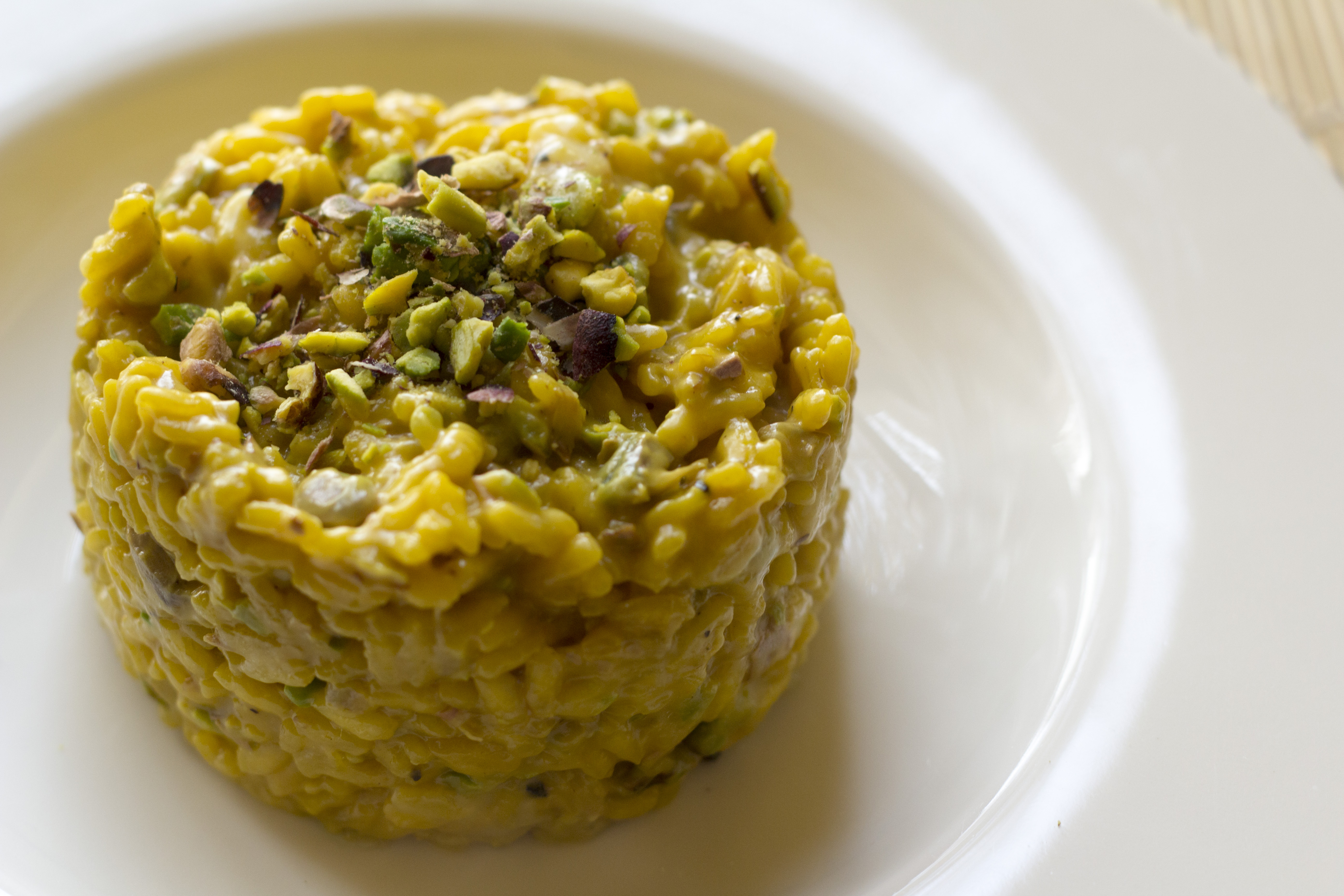
Un plato de arroz a la milanesa

El risotto alla milanese (ris sgiald o risot a la milanesa en idioma lombardo; en castellano arroz a la milanesa) es un plato de risotto amarillo muy popular en la cocina italiana (concretamente en Milán y toda la Lombardía). El plato consiste en un arroz tostado con un sofrito de cebolla y aceite al que se le añade caldo poco a poco (risotto), condimentado con queso parmesano rallado y azafrán. Se trata de un plato que se ha expandido a lo largo de todo el mundo, pudiéndose encontrar en numerosos restaurantes, en cada caso con sus variantes locales particulares. Es un plato invernal que se sirve caliente, recién elaborado.

## Características
Se considera una variante del risotto a la parmigiana. El auténtico risotto alla milanese contiene sólo tres ingredientes: el primero es arroz piamontés (de Novara), el segundo es el queso rallado de Parma, y el tercero es la cervellata típica de Lombardía (elaborada con una mezcla de riñones y grasa de cerdo). Es frecuente que en lugar de la cervellata, se emplee pancetta. La preparación final es la de un arroz seco que se hornea en su última etapa con el objeto de que el queso rallado se adhiera a los granos de arroz. En algunas recetas este arroz se colorea con azafrán, lo que le proporciona el color amarillo característico. En algunas recetas se emplea mantequilla. En algunas ocasiones se menciona el empleo de vino Marsala (vino blanco). Por tradición este arroz se acompaña con el "ossobuco alla millanese".

## Variantes
En las diferentes variantes que hay en el mundo puede decirse que en España se suele colorear con tartracina (colorante similar al empleado en la paella), que le proporciona un color amarillo intenso. En algunas recetas aragonesas se incluye picadillo de chorizo (tropezones). Longanizas o chipolatas. Un arroz parecido es el arroz a la Novara, que emplea pedazos de pollo en migas. Existen también variantes veganas, que pueden incluir como ingrediente también el seitán. En Cuba se suele colorear con el rojizo del tegumento resino-aceitoso de las semillas de bijol o achiote. Estas semillas muy pequeñas del tamaño de un grano de arroz, contienen annatto, combinación de varios tintes (apocarotenoides), no tóxicos que dan a los alimentos (y también a los cosméticos) un color entre naranja y rojo encendido. El bijol en Europa suele ser llamado tinte alimenticio.